# غليندون (ألبرتا)
غليندون (بالإنجليزية: Glendon, Alberta)‏ هي قرية تقع في كندا في Bonnyville No. 87, Alberta. يقدر عدد سكانها بـ 486 نسمة ومساحتها 1.98 كم2 وترتفع عن سطح البحر 587 متر.